# 議事体裁取調所
議事体裁取調所（ぎじていさいとりしらべしょ）は、明治初年、議院制度の調査のために設置された官庁である。

## 概要
王政復古ののち、朝廷は議政官を置いたが、さらに明治元年9月18日（1868年11月2日）、議事体裁取調所を設置した。
明治1年9月19日、議政官は中止され、議事取調局が設けられた。これは議政官下局における議論が所期の効果をおさめなかったためである。明治2年1月1日、議事体裁取調所が開設され、4月17日、制度寮に改められ、5月18日、廃止され制度取調所がおかれた。
議定山内豊信を総裁に、福岡孝弟、大木喬任、秋月種樹、鮫島尚信、森有礼、神田孝平を御用掛に任じ、議事制の具体的な細目を起草させ、12月、公議所法則案を脱稿し、翌2年春、その開院によって4月17日（1869年5月28日）、廃止された。

## 参考資料
- 藤井新一「明治初年に於ける議会政治」『法学論集』 1, 5-27, 1964-11-01, 駒澤大学, NAID 110000213095
  - 「明治初年に於ける議会政治論」『法学論集1』 p.5-27, 1964年, 駒澤大学法学会, NCID AN00224683
- 帝国議会の貴族院 -大日本帝国憲法下の二院制の構造と機能-
- 明治憲法と日本国憲法に関する基礎的資料 - 衆議院憲法調査会事務局